# Ballinagh
Ballinagh, officiellement Bellananagh (en irlandais : Béal Átha na nEach), est un village du comté de Cavan, en Irlande.

## Architecture
Market House est un bâtiment de cinq ouvertures sur deux étages, construit en 1821 par James Stewart Flemming, à l'identique de celui de la localité voisine de Ballyjamesduff, construit en 1913 et dessiné par l'architecte Arthur McClean. Il n'est plus utilisé.[réf. nécessaire]

## Démographie
En 2011, la population de Ballinagh était de 1 358 habitants dont 766 en zone urbanisée.
En 2016, la population recensée était de 936.